# 카를 베르네
앙투안 샤를 오라스 베르네(프랑스어: Antoine Charles Horace Vernet, 1758년 8월 14일~1836년 11월 27일)는 프랑스의 화가이다. 카를 베르네(프랑스어: Carle Vernet)라는 이름으로 더 잘 알려져 있다. 말에 대한 지식이 많았던 그는 그림에 말을 자주 그려 넣었다. 그의 아버지는 화가 클로드조제프 베르네이며 그의 아들은 화가 에밀 장오라스 베르네이다.

## 생애
카를 베르네는 프랑스 보르도에서 태어났다. 그는 5세 때부터 말을 그리는 데 비상한 열정을 보였지만, 그의 아버지 클로드조제프 베르네와 화가 니콜라베르나르 레피시에의 제자로서 정규 학업 과정을 거쳤다. 이상하게도, 1782년 로마대상을 수상한 후 그는 직업에 대한 관심을 잃은 것처럼 보였고 그의 아버지는 그가 수도원에 들어가는 것을 막기 위해 그를 로마에서 불러들였다.

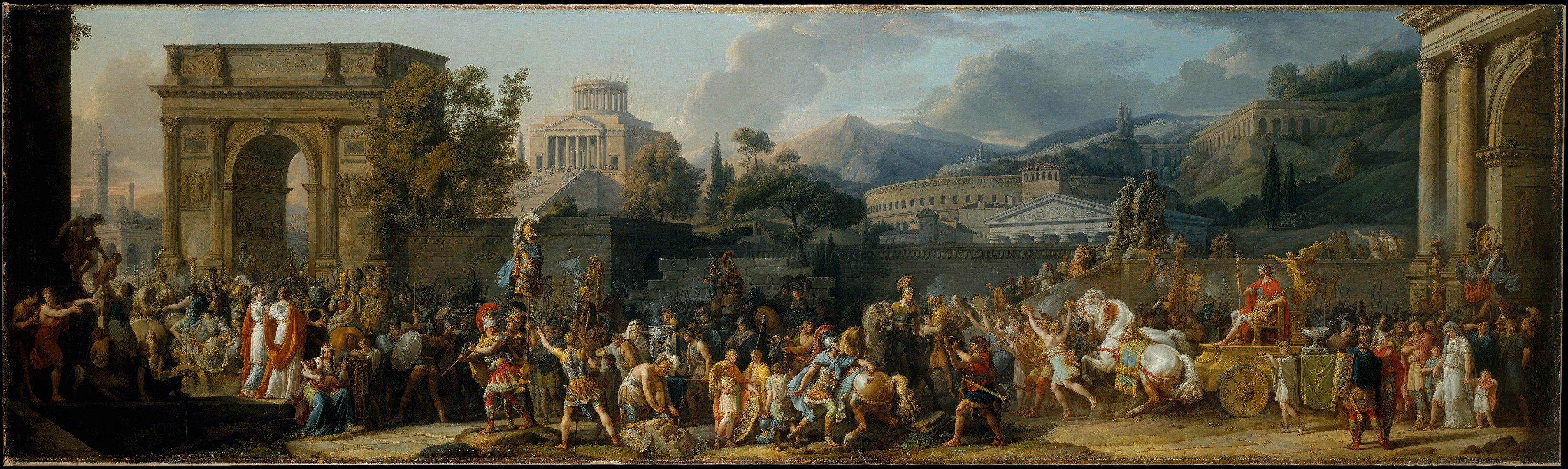
《아이밀리우스 파울루스의 승리》, 1789년, 메트로폴리탄 미술관

베르네의 1789년 작품 《아이밀리우스 파울루스의 승리》에서 그는 전통을 깨고 마구간과 승마 학교에서 자연으로부터 배운 형태로 말을 그렸다. 그는 사냥 작품, 풍경 작품, 그리고 석판화가로서의 작품도 매우 인기가 있었다.
베르네의 여동생 마르그리트 에밀리 샬그랭은 1794년 프랑스 혁명 중에 단두대에서 처형당했다. 그 후 그는 예술을 포기했다.
베르네가 다시 프랑스 총재정부(1795~1799) 하에서 작품을 제작하기 시작했을 때 그의 그림 스타일은 근본적으로 바뀌게 되었다. 그는 나폴레옹을 미화하기 위해 전투와 작전을 세세하게 묘사한 그림을 그리기 시작했다. 나폴레옹의 이탈리아 원정을 그린 그의 그림은 《마렝고 전투》와 마찬가지로 큰 호평을 받았으며, 나폴레옹은 《아우스터리츠의 아침》을 그린 그에게 레지옹 도뇌르 오피시에 훈장을 수여했고 루이 18세는 그에게 성 미셸 훈장을 수여했다. 그후 그는 사냥 장면과 말 묘사에 뛰어난 실력을 보였다.

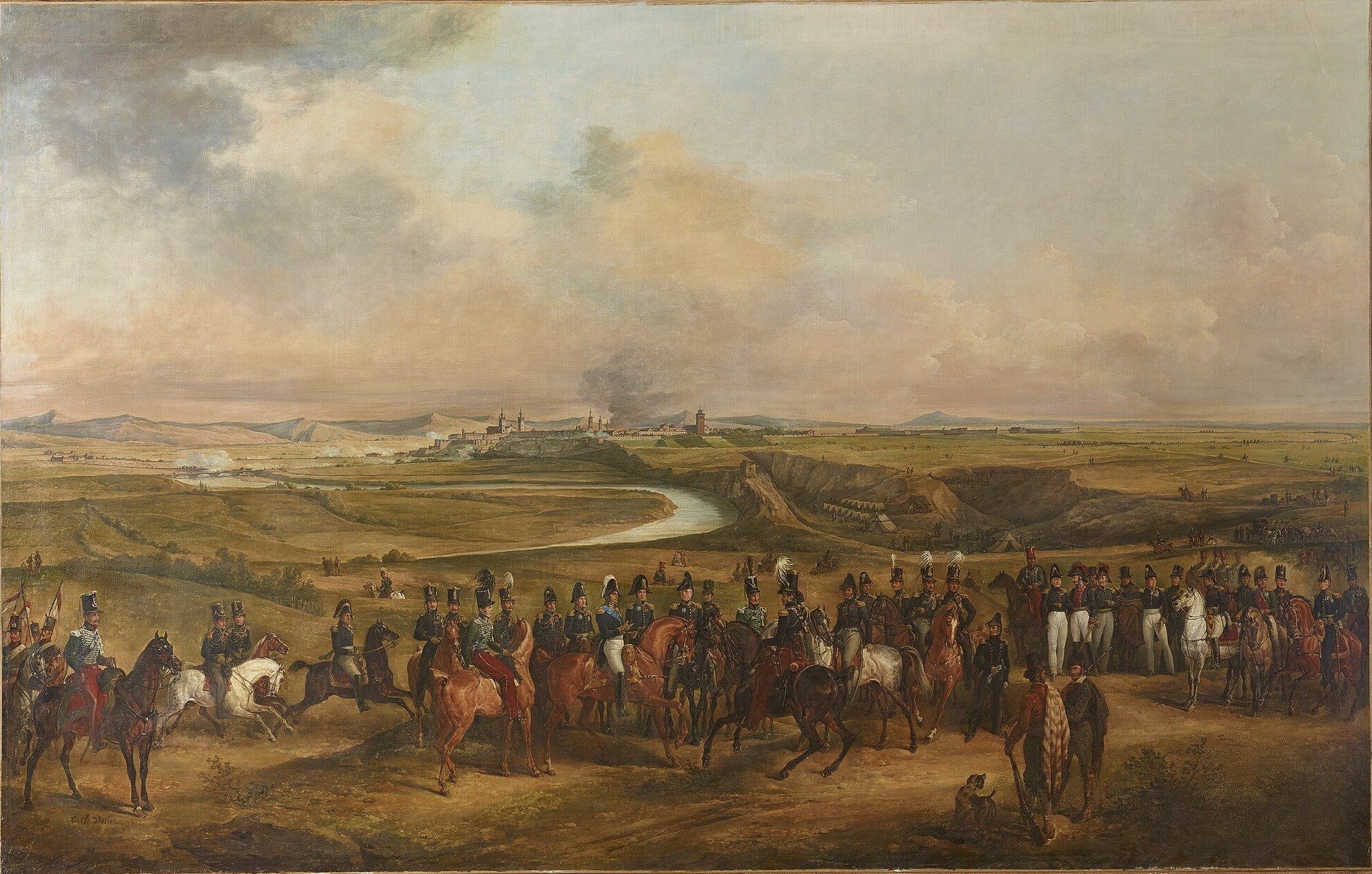
《팜플로나의 함락》, 1824년, 베르사유궁

그는 1823년 팜플로나 공방전을 기념하는 《팜플로나의 함락》이라는 그림을 제작해 1824년 파리 살롱에 전시했다.
카를 베르네는 화가이자 석판화가였을 뿐만 아니라, 열렬한 승마 애호가이기도 했다. 78세의 나이로 사망하기 불과 며칠 전, 그는 마치 팔팔한 청년처럼 경주하는 모습이 목격되기도 했다.
1836년 그는 파리에서 사망했다.

## 작품

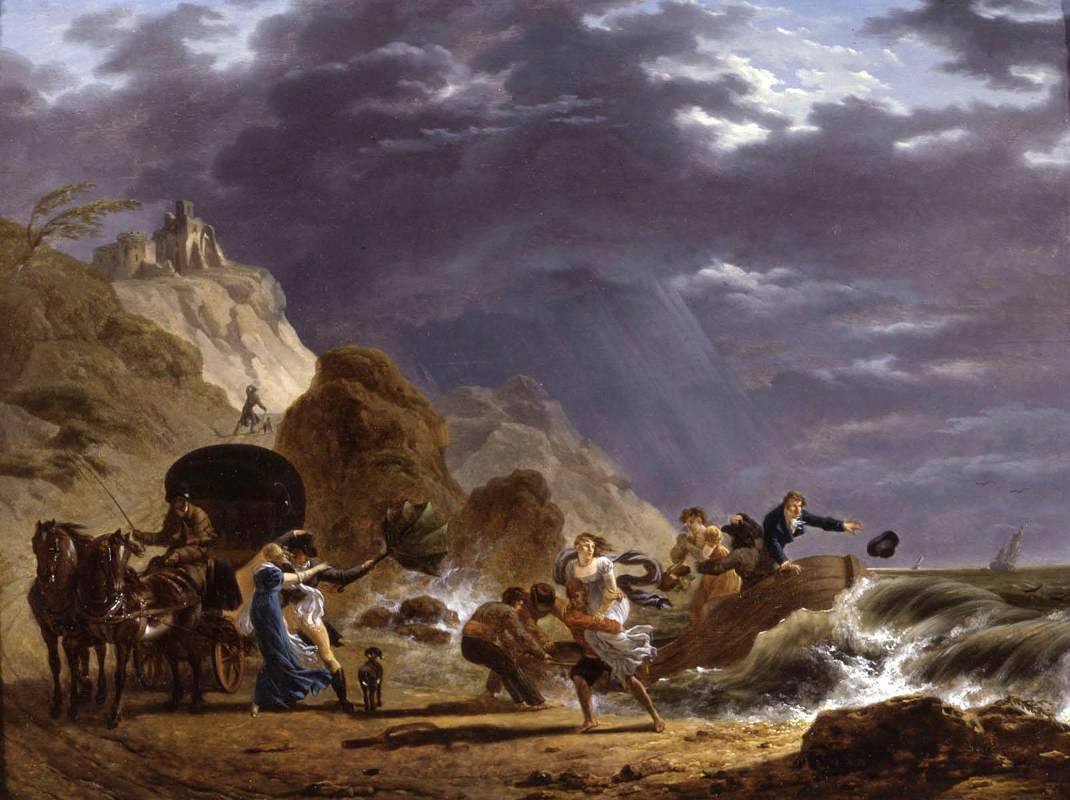
베리 공작부인과 함께 프랑스 해안에 도착한 이민자들을 묘사한 작품
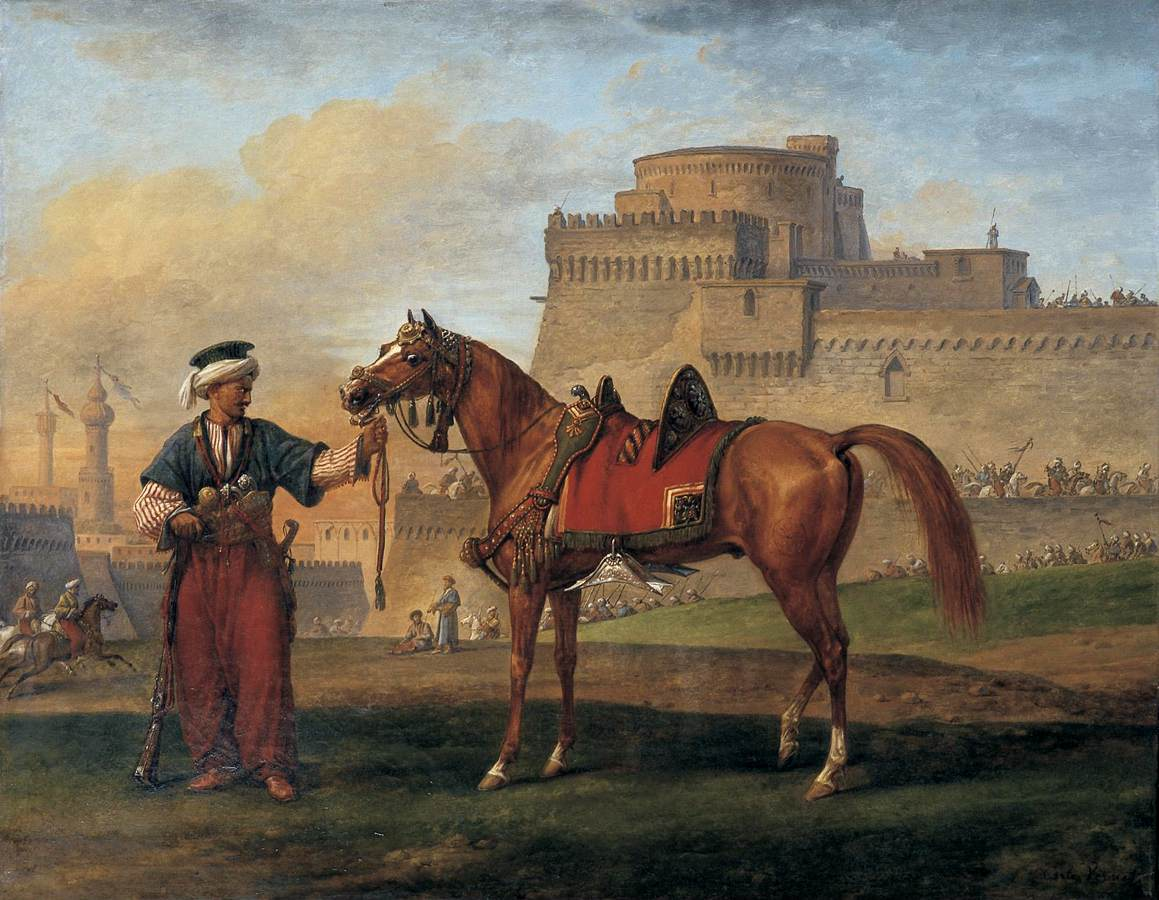
말을 이끄는 맘루크
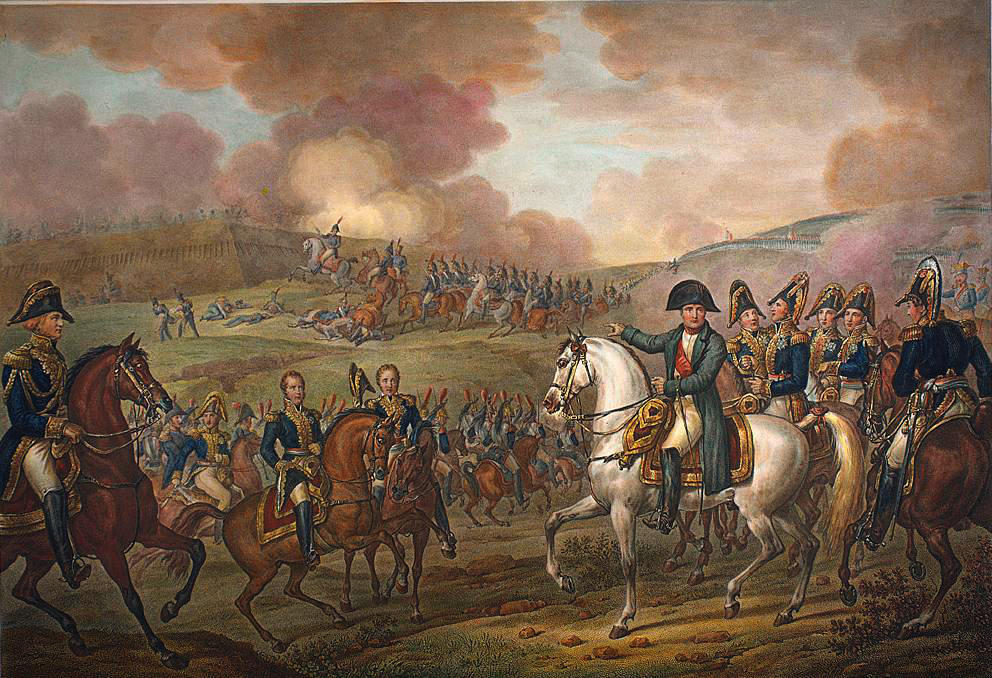
보로디노 전투에서의 나폴레옹
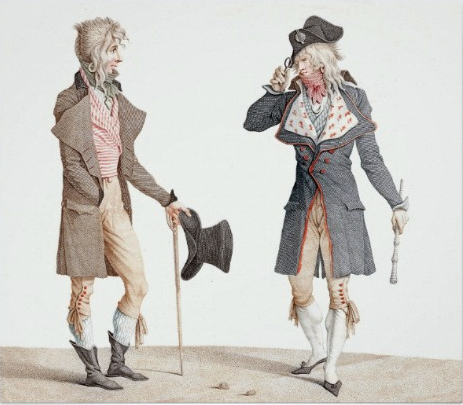
두 명의 프랑스 맵시꾼
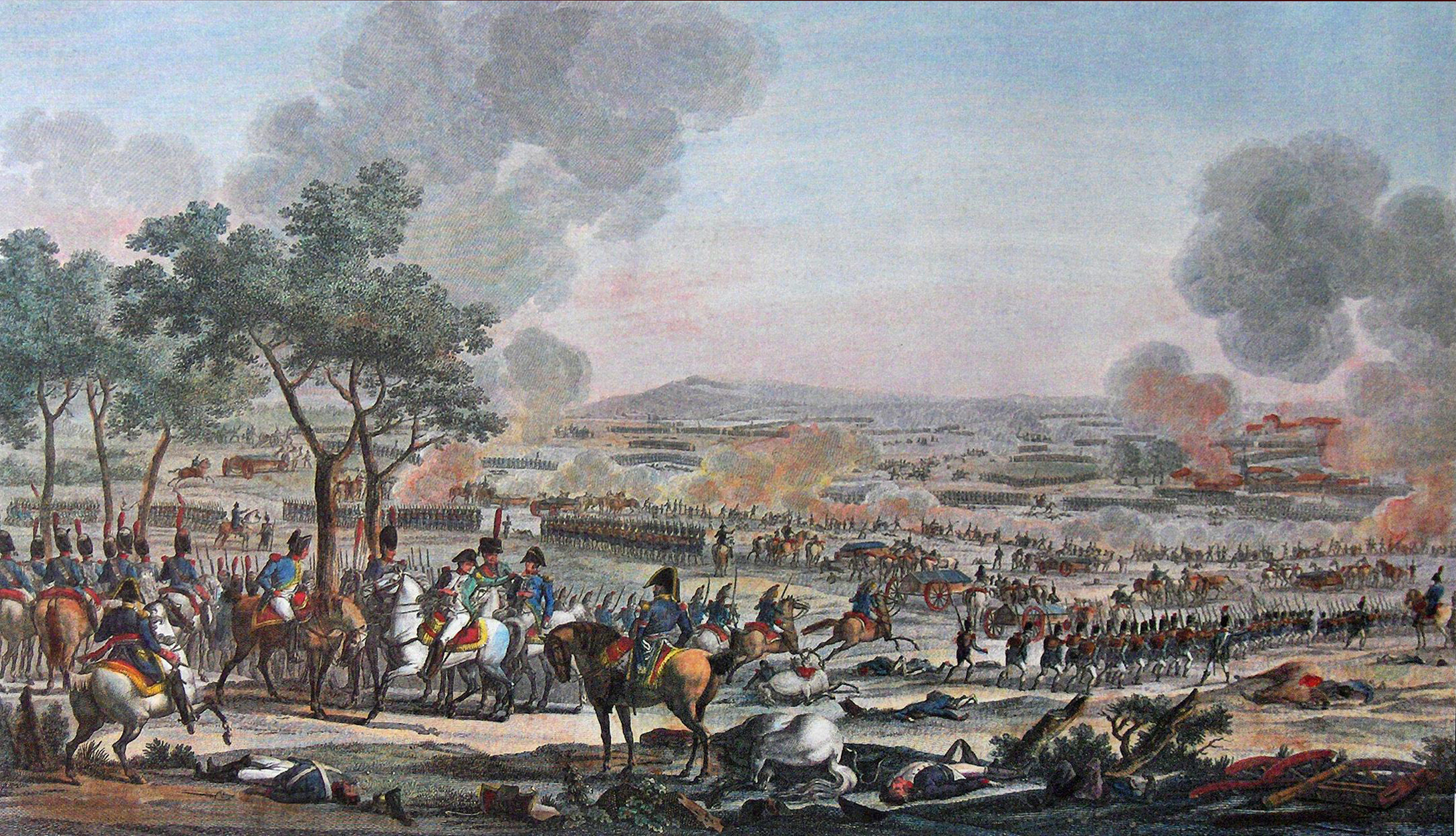
《바그람 전투》, 석판화
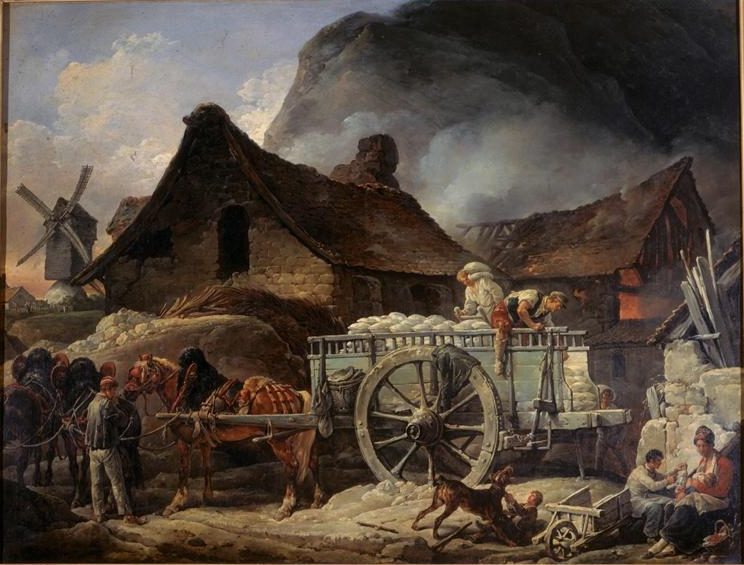
《몽마르트르의 석고 가마》, 1831년
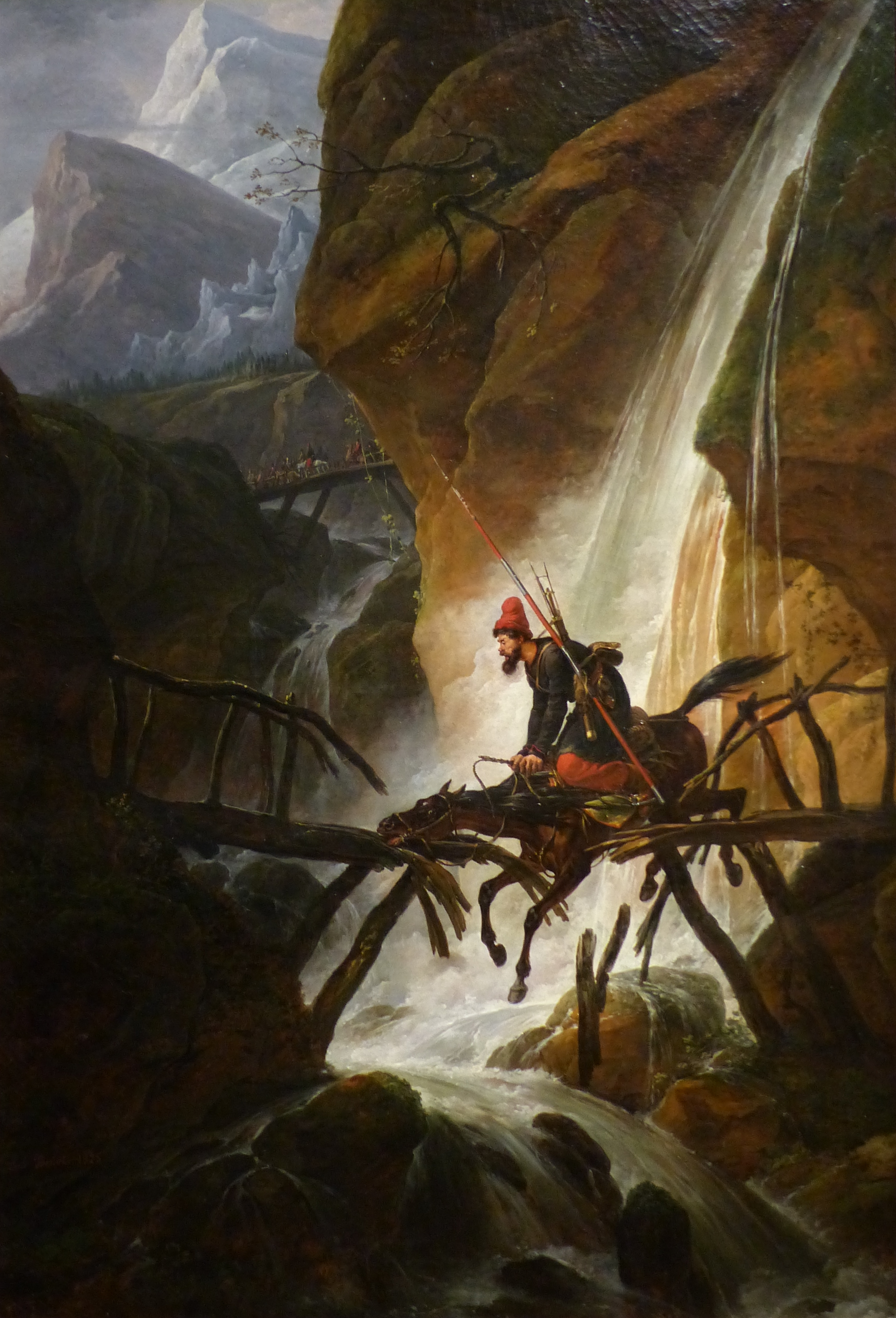
《말 위의 카자크》, 1825년
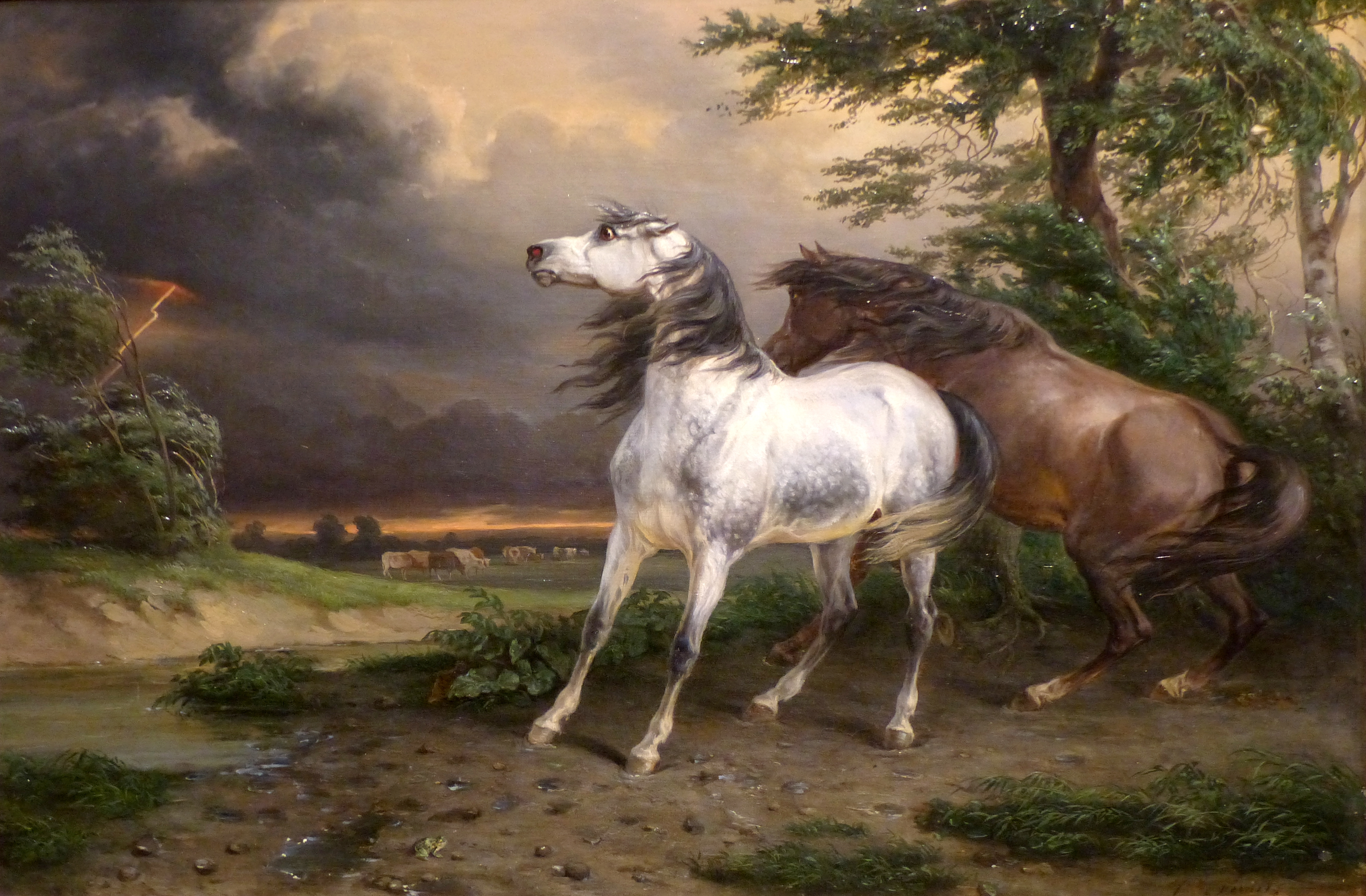
《폭풍에 겁먹은 말들》
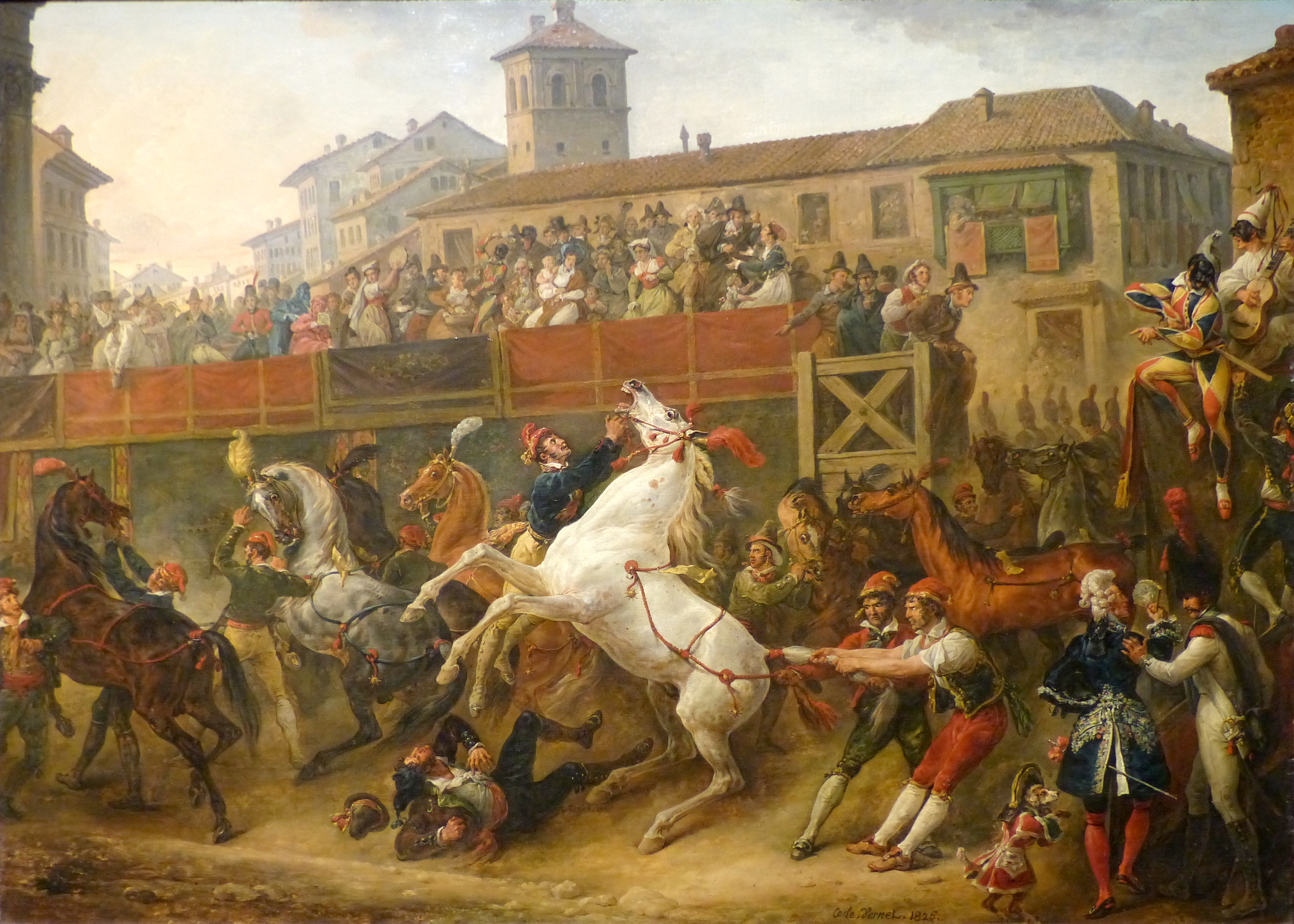
《로마의 바비큐 경마》, 1826년